# 扎拉·雅各布
扎拉·雅各布（Zara Yaqob，1434年—1468年），是達維特（Dawit I）和他的皇后最小的兒子，埃塞俄比亞帝國所羅門王朝的第17任國王，統治時間長達35年。
英國專家愛德華指出，扎拉·雅各布無疑是埃塞俄比亞有史以來最偉大的統治者。